# Freeman Dyson
Freeman John Dyson (Crowthorne, Berkshire, Inglaterra; 15 de diciembre de 1923-cerca de Princeton, Nueva Jersey, Estados Unidos; 28 de febrero de 2020), conocido como Freeman Dyson, fue un físico teórico y matemático británico-estadounidense. Fue profesor emérito en el Instituto de Estudios Avanzados en Princeton y miembro del Boletín de los Científicos Atómicos.
Son relevantes sus contribuciones en electrodinámica cuántica, física del estado sólido, astronomía e ingeniería nuclear. Teorizó sobre varios conceptos que ahora llevan su nombre, como la esfera de Dyson, una megaestructura hipotética de una cubierta esférica de talla astronómica alrededor de una estrella, la cual permitiría a una civilización avanzada aprovechar al máximo la energía lumínica y térmica del astro, o la serie de Dyson.

## Primeros años
Nacido el 15 de diciembre de 1923 en Crowthorne, Berkshire, Dyson fue hijo del compositor inglés George Dyson, quien en 1942 recibió el título de caballero. Su madre, Mildred Lucy Dyson, de soltera Atkey, fue una abogada que luego se desempeñó como trabajadora social. Su hermana mayor se llamaba Alice y lo recordaba como un niño rodeado por enciclopedias y siempre haciendo cálculos. A la edad de cuatro años intentaba calcular el número de átomos en el Sol. Desde niño mostró interés en los números grandes y en el sistema solar, y se interesó en el libro Men of Mathematics, de Eric Temple Bell. Políticamente Dyson sostenía que había nacido liberal.[cita requerida]
Desde 1936 a 1941, Dyson fue estudiante en Winchester College, en donde su padre fue director de música. A continuación estudió Matemáticas con G. H. Hardy en el Trinity College, en Cambridge (en donde había ganado una beca a los diecisiete años). También estudió Física con Paul Dirac y Arthur Eddington.  A los diecinueve fue designado a trabajar para la Real Fuerza Aérea durante la Segunda Guerra Mundial en donde calculó la densidad ideal para formaciones de bombarderos. (Sirvió en la RFA como paisano de 1943 a 1945.) Después Dyson fue remitido a Universidad de Cambridge en donde obtuvo su BSc en Matemáticas en 1945. A la edad de veinticuatro años Dyson publicaría artículos importantes sobre teoría de números. Sus amigos y colegas lo describen como tímido y modesto. Su amigo, el neurólogo y escritor Oliver Sacks dijo sobre Dyson: "La palabra favorita de Freeman sobre la ciencia y creatividad es la palabra subversivo. Él siente que no es importante ser ortodoxo, sino subversivo, y es lo que ha hecho toda su vida."

## Carrera en Estados Unidos
Bajo el consejo y recomendación de G. I. Taylor,[cita requerida] Dyson se mudó a los Estados Unidos en 1947 para obtener un doctorado en Física con Hans Bethe y Richard Feynman en la Universidad de Cornell, sin embargo nunca se doctoró. Permaneció en la Universidad de Cornell hasta 1948 y después se movería al Instituto de Estudios Avanzados, donde se quedó hasta 1949 antes de regresar a Inglaterra, en donde obtuvo un puesto de investigación en la Universidad de Birmingham hasta 1951.
En 1949, Dyson demostraría la equivalencia de dos formulaciones de la electrodinámica cuántica: con los diagramas de Feynman y el método de operación desarrollado por Julian Schwinger y Shin'ichirō Tomonaga. Fue la primera persona después de su creador en apreciar el poder de los diagramas de Feynman, y en su artículo de 1948 publicada un año después, sería el primero en hacer uso de ellos. Incluso escribió que los diagramas no eran únicamente herramientas computacionales, más bien eran una teoría física que resolvía el problema de la renormalización. Los artículos de Dyson y sus conferencias sobre las teorías de Feynman sobre electrodinámica cuántica facilitaron la comprensión y aceptación de las teorías dentro de la comunidad científica. Robert Oppenheimer, en particular, fue convencido por Dyson de que la nueva teoría de Feynman era tan válida como la teoría de Schwinger y Tomonaga. Oppenheimer recompensaría a Dyson con un nombramiento de por vida en el Instituto de Estudios Avanzados por "probar que yo estaba equivocado", en palabras de Oppenheimer.
Además en 1949, Freeman Dyson inventó las series de Dyson. Este fue el trabajo que inspiró a John Ward a derivar su famosa identidad de Ward–Takahashi.
En 1951, Dyson se unió a la docencia en la Universidad de Cornell como profesor de física a pesar de carecer de un doctorado. En 1953 recibiría un puesto permanente en el Instituto de Estudios Avanzados en Princeton, Nueva Jersey, en donde permaneció por más de sesenta años, de 1953 a 1994 como profesor de Física y desde 1994 como profesor emérito de Física. En 1957, se naturalizó como ciudadano estadounidense y renunció a su nacionalidad británica, razón por la que años más tarde sus hijos nacidos en Estados Unidos no serían reconocidos como británicos.
En 1958, fue miembro del equipo de diseño de TRIGA dirigido por Edward Teller, un pequeño reactor nuclear intrínsecamente seguro que se utiliza en todo el mundo en hospitales y universidades para la producción de isótopos médicos.
Durante quince meses, de 1958 a 1959, trabajó en el Proyecto Orión, que propuso la posibilidad de un vuelo espacial utilizando la propulsión de pulsos nucleares controlados. Se demostró un prototipo utilizando explosivos convencionales, pero el Tratado de prohibición parcial de ensayos nucleares de 1963, en el que Dyson estaba involucrado y apoyado, solo permitía las pruebas de armas nucleares subterráneas, por lo que se abandonó el proyecto.
Un artículo seminal de Dyson llegó en 1966 cuando, junto con Andrew Lenard e independientemente de Elliott H. Lieb y Walter Thirring, demostró rigurosamente que el principio de exclusión de Pauli desempeña el papel principal en la estabilidad de la materia a granel. Por lo tanto, no es la repulsión electromagnética entre los electrones orbitales de la capa externa lo que impide que dos bloques de madera que se dejan uno encima del otro se unan en una sola pieza, sino que es el principio de exclusión aplicado a los electrones y protones lo que genera el clásico Fuerza normal macroscópica. En la física de la materia condensada, Dyson también analizó la transición de fase del modelo de Ising en 1 dimensión y las ondas de espín.
Dyson también trabajó en una variedad de temas en matemáticas, como topología, análisis, teoría de números y matrices aleatorias. Hay una historia interesante que involucra matrices aleatorias. En 1973, el teórico del número Hugh Lowell Montgomery visitaba el Instituto de Estudios Avanzados y acababa de hacer su conjetura de correlación de pares sobre la distribución de los ceros de la función zeta de Riemann. Mostró su fórmula al matemático Atle Selberg, quien dijo que se parecía a algo en física matemática y que debería mostrarlo a Dyson, y así lo hizo. Dyson reconoció la fórmula como la función de correlación de pares del conjunto unitario gaussiano, que ha sido ampliamente estudiado por los físicos. Esto sugirió que podría haber una conexión inesperada entre la distribución de números primos (2, 3, 5, 7, 11, ...) y los niveles de energía en los núcleos de elementos pesados como el uranio.
Alrededor de 1979, Dyson trabajó con el Instituto de Análisis de Energía en estudios climáticos. Este grupo, bajo la dirección de Alvin Weinberg, fue pionero en los estudios multidisciplinarios sobre el clima, incluido un fuerte grupo de biología. También durante la década de 1970, trabajó en estudios climáticos realizados por el grupo asesor de defensa JASON.
Dyson se retiró del Instituto de Estudios Avanzados en 1994. En 1998 se incorporó al consejo del Solar Electric Light Fund. A partir de 2003 fue presidente del Instituto de Estudios Espaciales, la organización de investigación espacial fundada por Gerard K. O'Neill; a partir de 2013 estuvo en su Consejo de Administración. Dyson es un miembro del grupo JASON desde hace mucho tiempo.
Dyson ganó numerosos premios científicos, pero nunca un Premio Nobel. El ganador del premio Nobel de física Steven Weinberg ha dicho que el comité del Nobel ha "desilusionado" a Dyson, pero el propio Dyson comentó en 2009: "Creo que es casi cierto, sin excepción, que si quiere ganar un Premio Nobel, debe tener un período de atención prolongado. mantener un problema profundo e importante y permanecer con él durante diez años. Ese no era mi estilo ". Dyson fue un colaborador habitual de The New York Review of Books.
En 2012, publicó (con William H. Press) un nuevo resultado fundamental sobre el dilema del prisionero en los Proceedings of the National Academy of Sciences.

## Cambio climático
Dyson coincidió en la idea de que el calentamiento global antropogénico existe y que una de las causas principales de este calentamiento es el aumento de dióxido de carbono en la atmósfera debido a la quema de combustibles fósiles, pero también consideraba que el aumento de dióxido de carbono en la atmósfera es beneficioso en otros aspectos, como pueden ser el rendimiento de las cosechas o el crecimiento de los bosques. Cree que los modelos climáticos actuales no incluyen ciertos factores y por eso los resultados contienen errores demasiado grandes para predecir correctamente las tendencias del futuro:

Los modelos resuelven las ecuaciones de la dinámica de fluidos y hacen un muy buen trabajo al describir los movimientos fluidos de la atmósfera y los océanos, pero hacen un trabajo muy pobre describiendo las nubes, el polvo, la química y la biología de campos, granjas y bosques.

Y en 2009:

Lo que ha pasado en los últimos diez años es que las discrepancias entre lo observado y lo pronosticado se han hecho mucho más evidentes. Ahora está claro que los modelos están equivocados, pero no estaba tan claro hace 10 años.

Dyson fue uno de los firmantes de una carta a las Naciones Unidas criticando al Grupo Intergubernamental de Expertos sobre el Cambio Climático, también criticó la exclusión de científicos cuyos puntos de vista discrepan de las principales corrientes de opinión científica sobre el cambio climático, recordando que históricamente los herejes han sido una importante fuerza productora de progreso científico, que quienes cuestionan los dogmas son necesarios y que se siente orgulloso de ser un hereje.
Los puntos de vista de Dyson sobre el calentamiento global también han sido criticados. En respuesta, observó que sus objeciones a la propaganda del calentamiento global están motivadas por el proceder de algunas personas que apoyan este concepto y son intolerantes hacia cualquier crítica.
En 2008 Dyson respaldó el uso de la expresión calentamiento global como sinónima de cambios climáticos antrópicos. También declaró que los esfuerzos políticos para reducir las causas del cambio climático distraen de otros problemas globales que deberían tener prioridad:

No estoy diciendo que el calentamiento no cause problemas, obviamente sí los causa. Lo que estoy diciendo es que se exagera gravemente los problemas, sustrayendo dinero y atención de otros problemas que son más urgentes e importantes: pobreza, enfermedades infecciosas, educación pública y salud pública. Ni mencionar la preservación de los seres vivos en la tierra y los océanos.

Dyson escribió en el Boston Globe:

El movimiento medioambiental ha sido secuestrado por una banda de fanáticos del clima que han capturado la atención del público con cuentos asombrosos...

China y la India tienen una elección sencilla: o se convierten en ricos quemando grandes cantidades de carbón y causando un aumento del dióxido de carbono, o se quedan pobres. Ójala elijan ser ricos. La decisión es suya, no nuestra...

La buena noticia es que el efecto principal del dióxido de carbono es hacer el planeta más verde porque promueve el crecimiento de las plantas verdes de todo tipo y aumenta la fertilidad de granjas, campos y bosques.

Desde que se interesó por los estudios climáticos en los años 1970, Dyson sugirió que los niveles de dióxido de carbono en la atmósfera podrían controlarse sembrando árboles de crecimiento rápido. Calculó que con un billón de árboles se resolvería el problema. En una entrevista en 2014 dijo: "Estoy convencido de que no entendemos el clima... Es necesario mucho trabajo duro antes de que esta cuestión se resuelva."

## Conceptos

### Biotecnología e ingeniería genética
Dyson admitió estar divertido de que su historia como un profeta es variada, pero dice que es mejor ser equivocado que ser confuso. En ocuparse de las necesidades materiales del mundo, la tecnología debe ser bella y barata.

Mi Libro El sol, la genoma y el Internet (The Sun, the Genome, and the Internet) (1999) describe una visión de la tecnología verde enriqueciendo aldeas en todos lados de mundo y parando la migración de las aldeas a las megaciudades. Los tres componentes de la visión son esenciales: el sol para dar energía donde hace falta, la genoma para dar plantas que pueden convertir a los rayos del sol en fueles químicos que son baratos y eficaces, el Internet para terminar con la aislación intelectual y económico de poblaciones rurales. Con esos tres componentes, cada aldea en África podría disfrutar de su porción justa de las bendiciones de la civilización.

### Esfera de Dyson

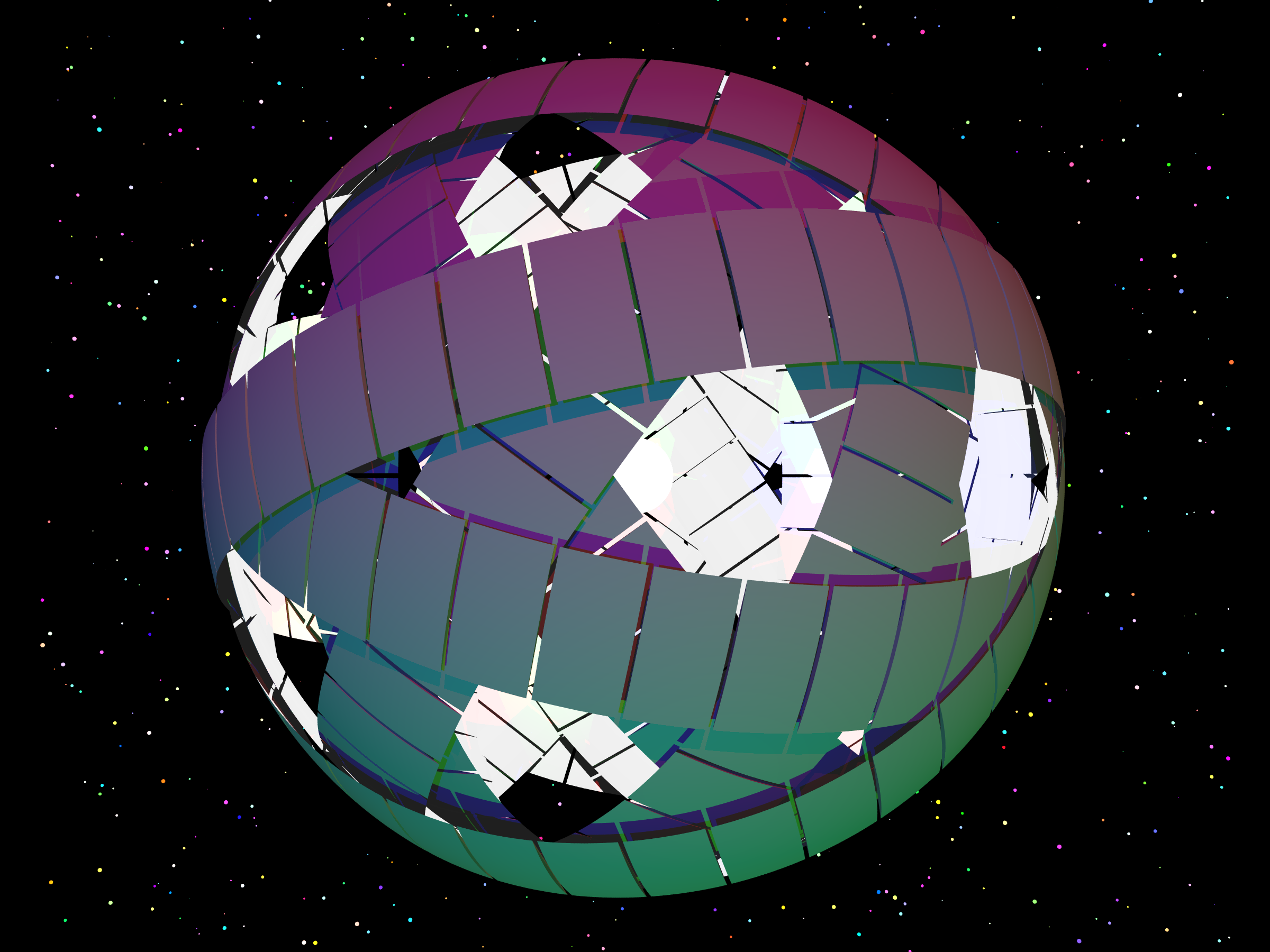
Concepto artístico de los anillos de Dyson

En 1960 Dyson escribió un artículo corto que se publicó Science. Se llamó "Búsqueda de una Fuente Stelar Artificial de radiación Infrarroja" ("Search for Artificial Stellar Sources of Infrared Radiation" en inglés). Especuló que una civilización extraterrestre podría rodear su estrella nativa con estructuras artificiales para maximizar la captura de la energía de la estrella. Eventualmentel y la civilización encerraría la estrella y interceptar la radiación electromagnética con los longitudes de onda de luz visible yendo abajo y desperdicios de radiación yendo afuera como radiación infrarroja. Un método de búsqueda de inteligencia extraterrestre sería buscar objetos grandes que emiten radiación en el rango infrarrojo del espectro electromagnético.

## Fallecimiento
Falleció a los noventa y seis años el 28 de febrero de 2020 en un hospital cercano a Princeton, estado de Nueva Jersey. Su fallecimiento fue anunciado por el Institute for Advances Study (IAS) donde había trabajado a lo largo de sesenta años.

## Premios y distinciones
Dyson fue galardonado en 1968 con la medalla Hughes, concedida por la Royal Society «por su destacada labor fundamental en la física teórica, y sobre todo en la electrodinámica cuántica». En 1969 recibió la Medalla Max Planck y en 2000 el Premio Templeton para el Progreso en la Religión, porque «sus escritos sobre el significado de la ciencia y su relación con otras disciplinas, especialmente la religión y la ética, han desafiado a la humanidad a conciliar la tecnología y la justicia social».
Dyson fue miembro de la American Physical Society, de la National Academy of Sciences de Estados Unidos y de la Royal Society de Londres.

## Obras
Escribió también obras científicas para el público en general. Infinite in All Directions (Infinito en todas direcciones) (1988) es una meditación filosófica, basada en las Conferencias Gifford de Dyson sobre la Teología Natural pronunciadas en la Universidad de Aberdeen en Escocia. Disturbing the Universe (1979) es una galería de retratos de gente que ha conocido durante su carrera como científico. Weapons and Hope (1984) es un estudio de los problemas éticos de la guerra y la paz. Origins of Life (Los orígenes de la vida) (1986, 2.ª ed., 1999) es un estudio de uno de los principales problemas no resueltos de la ciencia. The Sun, the Genome and the Internet (El Sol, el Genoma e Internet) (1999) aborda la cuestión de si la tecnología moderna podría ser utilizada para reducir la brecha entre ricos y pobres en lugar de ampliarla.
- Dyson, Freeman (2008). El científico rebelde. Editorial Debate. ISBN 978-84-8306-767-3.

- Dyson, Freeman (2000). El sol, el genoma e Internet: las tres cosas que revolucionarán el siglo XXI. Editorial Debate. ISBN 978-84-8306-271-5.

- Dyson, Freeman (1999). Los orígenes de la vida. Cambridge University Press. ISBN 978-84-8323-097-8.[38][39]

- Dyson, Freeman (1998). Mundos del futuro. Editorial Crítica. ISBN 978-84-7423-913-3.[40][41]

- Dyson, Freeman (1994). De eros a gaia. Tusquets Editores. ISBN 978-84-7223-775-9.

- Dyson, Freeman (1991). El infinito en todas direcciones. Tusquets Editores. ISBN 978-84-7223-388-1.

- Dyson, Freeman (1982). Transtornando El Universo. Fondo de Cultura Económica. ISBN 968-16-1293-0.

- Dyson, Freeman J. (2010). A Many-Colored Glass: Reflections on the Place of Life in the Universe (en inglés). University of Virginia Press. ISBN 9780813931432.

- Dyson, Freeman J.; Derbes, David (2011). Advanced Quantum Mechanics (en inglés). World Scientific. ISBN 9789814383424.

- Dyson, Freeman J. (1996). Selected Papers of Freeman Dyson with Commentary (en inglés). American Mathematical Soc. ISBN 9780821805619.